# Copa del Rey de 2018–19
A Copa del Rey de 2018–19 foi a 117.ª edição dessa competição espanhola de futebol organizada pela RFEF, iniciada em 5 de setembro de 2018, com término em 25 de maio de 2019.

## Participantes
A 117ª Copa do Rei conta com 83 times das 4 principais divisões espanholas. As equipes participantes foram:
| Competição       | Equipes                 | Equipes             | Equipes            | Equipes                   |
| ---------------- | ----------------------- | ------------------- | ------------------ | ------------------------- |
| La Liga          | Alavés                  | Athletic Bilbao     | Atlético de Madrid | Barcelona                 |
| La Liga          | Celta de Vigo           | Deportivo La Coruña | Eibar              | Espanyol                  |
| La Liga          | Getafe                  | Girona              | Las Palmas         | Leganés                   |
| La Liga          | Levante                 | Málaga              | Betis              | Real Madrid               |
| La Liga          | Real Sociedad           | Sevilla             | Valencia           | Villarreal                |
| Segunda Divisão  | Albacete                | Alcorcón            | Almería            | Cádiz                     |
| Segunda Divisão  | Córdoba                 | Cultural Leonesa    | Gimnàstic          | Granada                   |
| Segunda Divisão  | Huesca                  | Lorca               | Lugo               | Numancia                  |
| Segunda Divisão  | Osasuna                 | Real Oviedo         | Rayo Vallecano     | Reus Deportiu             |
| Segunda Divisão  | Reus Deportiu           | Sporting de Gijón   | Tenerife           | Valladolid                |
| Segunda Divisão  | Zaragoza                |                     |                    |                           |
| Terceira Divisão | Badalona                | Barakaldo           | Cartagena          | Cornellà                  |
| Terceira Divisão | Ebro                    | Elche               | Extremadura        | Fuenlabrada               |
| Terceira Divisão | Gernika                 | Lleida Esportiu     | Mallorca           | Mabella                   |
| Terceira Divisão | Melilla                 | Mérida              | Navalcarnero       | Ontinyent                 |
| Terceira Divisão | Racing de Santander     | Rápido de Bouzas    | Rayo Majadahonda   | Real Murcia               |
| Terceira Divisão | Talavera de La Reina    | Tudelano            | UCAM Murcia        | UD Logroñés               |
| Terceira Divisão | Villanovense            |                     |                    |                           |
| Quarta Divisão   | Calahorra               | Castellon           | Ceuta              | Compostela                |
| Quarta Divisão   | Conquense               | Durango             | Don Benito         | Gimnastica de Torrelavega |
| Quarta Divisão   | Internacional de Madrid | Real Jaén           | Lagngreo           | Mensajero                 |
| Quarta Divisão   | Mutilvera               | Poblense            | Sant Andreu        | Teruel                    |
| Quarta Divisão   | Unionistas              | Yeclano             |                    |                           |

## Calendário
| Rodada           | Data                                            | Jogos | Clubes  | Novas entradas                                                    |
| ---------------- | ----------------------------------------------- | ----- | ------- | ----------------------------------------------------------------- |
| Primeira fase    | 5 de setembro de 2018                           | 18    | 36 → 18 | Equipes das Segunda División B 2017-18 e Tercera División 2017-18 |
| Segunda fase     | 11 de setembro de 2018 – 13 de setembro de 2018 | 22    | 44 → 22 | Equipes da Segunda División 2017-18                               |
| Terceira fase    | 16 – 18 de setembro de 2018                     | 11    | 22 → 11 | Equipes da Segunda División 2017-18                               |
| Quarta fase      | 30 de outubro – 28 de novembro de 2018          | 32    | 32 → 16 | Equipes da La Liga de 2017–18                                     |
| Quarta fase      | 4 de dezembro – 6 de dezembro de 2018           | 32    | 32 → 16 | Equipes da La Liga de 2017–18                                     |
| Oitavas-de-final | 08 – 10 de janeiro de 2019 - Jogos de Ida       | 8     | 16 → 8  | Nenhum                                                            |
| Oitavas-de-final | 15 – 17 de janeiro de 2019 - Jogos de Volta     | 8     | 16 → 8  | Nenhum                                                            |
| Quartas-de-Final | 23 – 25 de janeiro de 2019 - Jogos de Ida       | 4     | 8 → 4   | Nenhum                                                            |
| Quartas-de-Final | 28 – 30 de janeiro de 2019 - Jogos de Volta     | 4     | 8 → 4   | Nenhum                                                            |
| Semifinal        | 6 de fevereiro de 2019 - Jogos de Ida           | 2     | 4 → 2   | Nenhum                                                            |
| Semifinal        | 27 de fevereiro de 2019 - Jogos de Volta        | 2     | 4 → 2   | Nenhum                                                            |
| Final            | 23 de maio de 2019 - Jogo único                 | 1     | 2 → 1   | Nenhum                                                            |

## Fases iniciais

### Primeira fase
Em negrito as equipes que passaram de fase.
| Equipe 1                | Resultado     | Equipe 2               |
| ----------------------- | ------------- | ---------------------- |
| Mensajero               | 0–3           | Compostela             |
| Poblense                | 1–4           | Ontinyent              |
| Rápido de Bouzas        | 0–4           | Unionistas             |
| Internacional de Madrid | 2–2 (4–5 p)   | Fuenlabrada            |
| Navalcarnero            | 0–2           | Cultural Leonesa       |
| Langreo                 | 1–2           | UD Logroñés            |
| Gernika                 | 1–0           | Cultural Durango       |
| Castellón               | 1–0           | Conquense              |
| Lleida Esportiu         | 2–0           | Teruel                 |
| UCAM Murcia             | 2–0           | Ceuta                  |
| Barakaldo               | 1–1 (3–4 p)   | Mutilvera              |
| Mirandés                | 0–1           | Racing Santander       |
| Calahorra               | 1–1 (4–2 p)   | Gimnástica Torrelavega |
| Cornellà                | 1–1 (2–3 p)   | Sant Andreu            |
| Yeclano                 | 1–1 (0–1 pro) | Melilla                |
| Marbella                | 0–1           | Ebro                   |
| Don Benito              | 0–1           | Cartagena              |
| Talavera de la Reina    | 2–2 (3–4 p)   | Jaén                   |

### Segunda fase
Em negrito as equipes que passaram de fase.
| Equipe 1         | Resultado      | Equipe 2          |
| ---------------- | -------------- | ----------------- |
| Málaga           | 1–2            | Almería           |
| Mallorca         | 1–0            | Real Oviedo       |
| Ebro             | 0–0 (5–4 p)    | Murcia            |
| Ontinyent        | 1–1 (6–5 p)    | Jaén              |
| Lleida Esportiu  | 1–0            | Compostela        |
| UCAM Murcia      | 0–2            | Racing Santander  |
| Osasuna          | 1–2            | Reus              |
| Alcorcón         | 1–0            | Extremadura       |
| Cultural Leonesa | 1–1 (5–4 p)    | Fuenlabrada       |
| Sant Andreu      | (1–0 pro.      | Gernika           |
| Hércules         | 1–1 (1–0 pro.) | Lorca Deportiva   |
| Calahorra        | 2–0            | Castellón         |
| Villanovense     | 2–1            | Badalona          |
| Melilla          | 3–0            | Tudelano          |
| Lorca FC         | 1–1 (1–0 pro.) | Unionistas        |
| Cartagena        | 1–1 (4–5 p)    | UD Logroñés       |
| Tenerife         | 1–2            | Cádiz             |
| Córdoba          | 2–0            | Gimnàstic         |
| Numancia         | 1–2            | Sporting de Gijón |
| Albacete         | 2–3            | Lugo              |
| Las Palmas       | 1–2            | Rayo Majadahonda  |
| Elche            | 2–1            | Granada           |

### Terceira fase
Em negrito as equipes que passaram de fase.
| Equipe 1         | Resultado   | Equipe 2          |
| ---------------- | ----------- | ----------------- |
| Elche            | 1–4         | Córdoba           |
| Ebro             | 2–1         | Lleida Esportiu   |
| Lugo             | 1–0         | Alcorcón          |
| Mutilvera        | 1–3         | Villanovense      |
| Sant Andreu      | (1–0 pro.)  | UD Logroñés       |
| Melilla          | 2–0         | Ontinyent         |
| Lorca FC         | 0–3         | Cultural Leonesa  |
| Zaragoza         | 0–1         | Cádiz             |
| Rayo Majadahonda | 1–1 (3–4 p) | Sporting de Gijón |
| Almería          | 3–1         | Reus              |

## Fase final

### Esquema
| Dezesseis-avos de final | Dezesseis-avos de final | Dezesseis-avos de final | Dezesseis-avos de final |  |                    | Oitavas de final  | Oitavas de final | Oitavas de final | Oitavas de final |  |  | Quartas de final | Quartas de final | Quartas de final | Quartas de final |  |  | Semifinal   | Semifinal | Semifinal | Semifinal |  |  | Final     | Final |
|                         |                         |                         |                         |  |                    |                   |                  |                  |                  |  |  |                  |                  |                  |                  |  |  |             |           |           |           |  |  |           |       |
| Almería                 | 3                       | 0                       | 3                       |  |                    |                   |                  |                  |                  |  |  |                  |                  |                  |                  |  |  |             |           |           |           |  |  |           |       |
| Villarreal              | 3                       | 8                       | 11                      |  |                    | Villarreal        | 2                | 1                | 3                |  |  |                  |                  |                  |                  |  |  |             |           |           |           |  |  |           |       |
| Cádiz                   | 2                       | 0                       | 2                       |  | Espanyol           | 2                 | 3                | 5                |                  |  |  |                  |                  |                  |                  |  |  |             |           |           |           |  |  |           |       |
| Espanyol (gf)           | 1                       | 1                       | 2                       |  |                    |                   |                  |                  |                  |  |  | Espanyol         | 1                | 1                | 2                |  |  |             |           |           |           |  |  |           |       |
| Celta de Vigo           | 1                       | 0                       | 1                       |  |                    |                   |                  |                  |                  |  |  | Betis            | 1                | 3                | 4                |  |  |             |           |           |           |  |  |           |       |
| Real Sociedad           | 1                       | 2                       | 3                       |  |                    | Real Sociedad     | 0                | 2                | 2                |  |  |                  |                  |                  |                  |  |  |             |           |           |           |  |  |           |       |
| Racing Santander        | 0                       | 0                       | 0                       |  | Betis (gf)         | 0                 | 2                | 2                |                  |  |  |                  |                  |                  |                  |  |  |             |           |           |           |  |  |           |       |
| Betis                   | 1                       | 4                       | 5                       |  |                    |                   |                  |                  |                  |  |  |                  |                  |                  |                  |  |  | Betis       | 2         | 0         | 2         |  |  |           |       |
| Sporting de Gijón       | 2                       | 2                       | 4                       |  |                    |                   |                  |                  |                  |  |  |                  |                  |                  |                  |  |  | Valencia    | 2         | 1         | 3         |  |  |           |       |
| Eibar                   | 0                       | 2                       | 2                       |  |                    | Sporting de Gijón | 2                | 0                | 2                |  |  |                  |                  |                  |                  |  |  |             |           |           |           |  |  |           |       |
| Ebro                    | 1                       | 0                       | 1                       |  | Valencia           | 1                 | 3                | 4                |                  |  |  |                  |                  |                  |                  |  |  |             |           |           |           |  |  |           |       |
| Valencia                | 2                       | 1                       | 3                       |  |                    |                   |                  |                  |                  |  |  | Valencia         | 1                | 3                | 4                |  |  |             |           |           |           |  |  |           |       |
| Córdoba                 | 1                       | 1                       | 2                       |  |                    |                   |                  |                  |                  |  |  | Getafe           | 0                | 1                | 1                |  |  |             |           |           |           |  |  |           |       |
| Getafe                  | 2                       | 5                       | 7                       |  |                    | Getafe            | 1                | 1                | 2                |  |  |                  |                  |                  |                  |  |  |             |           |           |           |  |  |           |       |
| Mallorca                | 1                       | 1                       | 2                       |  | Valladolid         | 0                 | 1                | 1                |                  |  |  |                  |                  |                  |                  |  |  |             |           |           |           |  |  |           |       |
| Valladolid              | 2                       | 2                       | 4                       |  |                    |                   |                  |                  |                  |  |  |                  |                  |                  |                  |  |  |             |           |           |           |  |  | Valencia  | 2     |
| Athletic Bilbao         | 4                       | 4                       | 8                       |  |                    |                   |                  |                  |                  |  |  |                  |                  |                  |                  |  |  |             |           |           |           |  |  | Barcelona | 1     |
| Huesca                  | 0                       | 0                       | 0                       |  |                    | Athletic Bilbao   | 1                | 1                | 2                |  |  |                  |                  |                  |                  |  |  |             |           |           |           |  |  |           |       |
| Villanovense            | 0                       | 0                       | 0                       |  | Sevilla            | 3                 | 0                | 3                |                  |  |  |                  |                  |                  |                  |  |  |             |           |           |           |  |  |           |       |
| Sevilla                 | 0                       | 1                       | 1                       |  |                    |                   |                  |                  |                  |  |  | Sevilla          | 2                | 1                | 3                |  |  |             |           |           |           |  |  |           |       |
| Lugo                    | 1                       | 0                       | 1                       |  |                    |                   |                  |                  |                  |  |  | Barcelona        | 0                | 6                | 6                |  |  |             |           |           |           |  |  |           |       |
| Levante                 | 1                       | 2                       | 3                       |  |                    | Levante           | 2                | 0                | 2                |  |  |                  |                  |                  |                  |  |  |             |           |           |           |  |  |           |       |
| Cultural Leonesa        | 0                       | 1                       | 1                       |  | Barcelona          | 1                 | 3                | 4                |                  |  |  |                  |                  |                  |                  |  |  |             |           |           |           |  |  |           |       |
| Barcelona               | 1                       | 4                       | 5                       |  |                    |                   |                  |                  |                  |  |  |                  |                  |                  |                  |  |  | Barcelona   | 1         | 3         | 4         |  |  |           |       |
| Melilla                 | 0                       | 1                       | 1                       |  |                    |                   |                  |                  |                  |  |  |                  |                  |                  |                  |  |  | Real Madrid | 1         | 0         | 1         |  |  |           |       |
| Real Madrid             | 4                       | 6                       | 10                      |  |                    | Real Madrid       | 3                | 0                | 3                |  |  |                  |                  |                  |                  |  |  |             |           |           |           |  |  |           |       |
| Leganés                 | 2                       | 1                       | 3                       |  | Leganés            | 0                 | 1                | 1                |                  |  |  |                  |                  |                  |                  |  |  |             |           |           |           |  |  |           |       |
| Rayo Vallecano          | 2                       | 0                       | 2                       |  |                    |                   |                  |                  |                  |  |  | Real Madrid      | 4                | 3                | 7                |  |  |             |           |           |           |  |  |           |       |
| Alavés                  | 2                       | 1                       | 3                       |  |                    |                   |                  |                  |                  |  |  | Girona           | 2                | 1                | 3                |  |  |             |           |           |           |  |  |           |       |
| Girona                  | 2                       | 2                       | 4                       |  |                    | Girona (gf)       | 1                | 3                | 4                |  |  |                  |                  |                  |                  |  |  |             |           |           |           |  |  |           |       |
| Sant Andreu             | 0                       | 0                       | 0                       |  | Atlético de Madrid | 1                 | 3                | 4                |                  |  |  |                  |                  |                  |                  |  |  |             |           |           |           |  |  |           |       |
| Atlético de Madrid      | 1                       | 4                       | 5                       |  |                    |                   |                  |                  |                  |  |  |                  |                  |                  |                  |  |  |             |           |           |           |  |  |           |       |

Nota: O esquema usado acima é usado somente para uma visualização melhor dos confrontos. Todos os confrontos desta fase são sorteados e não seguem a ordem mostrada.

### Fase de 16 avos

#### Jogos de ida
| 30 de outubro de 2018 | Ebro         | 1 – 2     | Valencia      | La Romareda, Zaragoza                                |
| 19:30 CET             | Amelibia 62' | Relatório | Mina 71', 80' | Público: 9 911 Árbitro: ESP Xavier Estrada Fernández |

| 30 de outubro de 2018 | Lugo        | 1 – 1     | Levante     | Ángel Carro, Lugo                                  |
| 19:30 CET             | Herrera 11' | Relatório | Mayoral 53' | Público: 2 389 Árbitro: ESP Pablo González Fuertes |

| 30 de outubro de 2018 | Leganés            | 2 – 2     | Rayo Vallecano           | Municipal de Butarque, Leganés                       |
| 20:30 CET             | En-Nesyri 31', 72' | Relatório | Medrán 15' · Alegría 21' | Público: 5 872 Árbitro: ESP Alberto Undiano Mallenco |

| 30 de outubro de 2018 | Sant Andreu | 0 – 1     | Atlético de Madrid | Narcís Sala, Barcelona                        |
| 21:30 CET             |             | Relatório | Martins 33'        | Público: 5 995 Árbitro: ESP Jesús Gil Manzano |

| 31 de outubro de 2018 | Melilla | 0 – 4     | Real Madrid                                              | Municipal Álvarez Claro, Melilha                         |
| 19:30 CET             |         | Relatório | Benzema 28' · Asensio 45' · Odriozola 79' · Cristo 90+2' | Público: 7 212 Árbitro: ESP Ricardo de Burgos Bengoetxea |

| 31 de outubro de 2018 | Mallorca      | 1 – 2     | Valladolid    | Iberostar Estádio, Palma                        |
| 20:30 CET             | Buenacasa 67' | Relatório | Verde 8', 35' | Público: 3 121 Árbitro: ESP David Medié Jiménez |

| 31 de outubro de 2018 | Córdoba   | 1 – 2     | Getafe               | Nuevo Arcángel, Córdova                                |
| 20:30 CET             | Bruno 26' | Relatório | Mata 45' (pen.), 90' | Público: 4 129 Árbitro: ESP Guillermo Cuadra Fernández |

| 31 de outubro de 2018 | Alavés                           | 2 – 2     | Girona                    | Mendizorroza, Vitoria-Gasteiz                   |
| 20:30 CET             | Sobrino 63' · Aguirregabiria 88' | Relatório | Alcalá 18' · Montes 90+6' | Público: 9 346 Árbitro: ESP Adrián Cordero Vega |

| 31 de outubro de 2018 | Cultural Leonesa | 0 – 1     | Barcelona     | Reino de León, Leão                             |
| 21:30 CET             |                  | Relatório | Lenglet 90+1' | Público: 10 873 Árbitro: ESP Mario Melero López |

| 1 de novembro de 2018 | Sporting de Gijón           | 2 – 0     | Eibar | El Molinón, Gijón                                 |
| 12:00 CET             | Đurđević 54' · Manzambi 86' | Relatório |       | Público: 12 902 Árbitro: ESP Santiago Jaime Latre |

| 1 de novembro de 2018 | Villanovense | 0 – 0     | Sevilla | Romero Cuerda, Villanueva de la Serena                  |
| 16:15 CET             |              | Relatório |         | Público: 7 145 Árbitro: ESP Ignacio Iglesias Villanueva |

| 1 de novembro de 2018 | Celta de Vigo | 1 – 1     | Real Sociedad | Balaídos, Vigo                                         |
| 16:15 CET             | Aspas 58'     | Relatório | Juanmi 89'    | Público: 15 195 Árbitro: ESP José Luis Munuera Montero |

| 1 de novembro de 2018 | Almería                               | 3 – 3     | Villarreal                                 | Juegos Mediterráneos, Almeria                     |
| 18:30 CET             | Chema 52' (pen.) · Gassama 86', 90+1' | Relatório | Cazorla 67' · Callejón 78' · Chukwueze 83' | Público: 8 004 Árbitro: ESP Javier Alberola Rojas |

| 1 de novembro de 2018 | Cádiz                  | 2 – 1     | Espanyol  | Ramón de Carranza, Cádis                           |
| 18:30 CET             | Lekić 1' · Azamoum 41' | Relatório | Puado 36' | Público: 11 830 Árbitro: ESP Juan Martínez Munuera |

| 1 de novembro de 2018 | Racing Santander | 0 – 1     | Betis                 | El Sardinero, Santander                              |
| 20:45 CET             |                  | Relatório | Sergio León 8' (pen.) | Público: 17 398 Árbitro: ESP Eduardo Prieto Iglesias |

| 28 de novembro de 2018 | Athletic Bilbao                         | 4 – 0     | Huesca | San Mamés, Bilbau                                        |
| 20:45 CET              | Aduriz 10', 32' · Insua 27' · Beñat 55' | Relatório |        | Público: 25 360 Árbitro: ESP José Luis González González |

#### Jogos de volta
| 4 de dezembro de 2018 | Valencia      | 1 – 0     | Ebro | Mestalla, Valência                                   |
| 19:30 CET             | Batshuayi 59' | Relatório |      | Público: 23 272 Árbitro: ESP Eduardo Prieto Iglesias |

| 4 de dezembro de 2018 | Getafe                                                 | 5 – 1     | Córdoba     | Coliseum Alfonso Pérez, Getafe                    |
| 19:30 CET             | Portillo 18' · Ángel 42' (pen.), 78', 80' · Ibáñez 49' | Relatório | Aythami 70' | Público: 5 562 Árbitro: ESP Juan Martínez Munuera |

| 4 de dezembro de 2018 | Rayo Vallecano | 0 – 1     | Leganés       | Vallecas, Madrid                                               |
| 20:30 CET             |                | Relatório | Velázquez 17' | Público: 8 372 Árbitro: ESP Alejandro José Hernández Hernández |

| 4 de dezembro de 2018 | Espanyol  | 1 – 0     | Cádiz | RCDE Stadium, Cornellà de Llobregat                       |
| 21:30 CET             | Pérez 76' | Relatório |       | Público: 12 560 Árbitro: ESP Ricardo de Burgos Bengoetxea |

| 5 de dezembro de 2018 | Atlético de Madrid                                | 4 – 0     | Sant Andreu | Wanda Metropolitano, Madrid                     |
| 19:30 CET             | Lemar 48' · Kalinić 53' · Correa 55' · Vitolo 81' | Relatório |             | Público: 31 414 Árbitro: ESP Mario Melero López |

| 5 de dezembro de 2018 | Girona                  | 2 – 1     | Alavés     | Montlivi, Girona                                       |
| 19:30 CET             | Granell 74' · Portu 79' | Relatório | Alcalá 62' | Público: 9 290 Árbitro: ESP Antonio Miguel Mateu Lahoz |

| 5 de dezembro de 2018 | Sevilla         | 1 – 0     | Villanovense | Ramón Sánchez Pizjuán                            |
| 20:30 CET             | André Silva 49' | Relatório |              | Público: 19 908 Árbitro: ESP David Medié Jiménez |

| 5 de dezembro de 2018 | Villarreal                                                                     | 8 – 0     | Almería | La Cerámica, Vila-real                              |
| 20:30 CET             | Toko Ekambi 23', 30', 36', 47' · Bacca 45', 83' (pen.) · Gerard 67' · Raba 89' | Relatório |         | Público: 12 739 Árbitro: ESP Pablo González Fuertes |

| 5 de dezembro de 2018 | Real Sociedad               | 2 – 0     | Celta de Vigo | Anoeta, San Sebastián                                    |
| 20:30 CET             | Oyarzabal 10' · Januzaj 27' | Relatório |               | Público: 21 336 Árbitro: ESP José María Sánchez Martínez |

| 5 de dezembro de 2018 | Barcelona                                   | 4 – 1     | Cultural Leonesa | Camp Nou, Barcelona                                   |
| 21:30 CET             | Munir 18' · D. Suárez 26', 70' · Malcom 43' | Relatório | Señé 54'         | Público: 76 398 Árbitro: ESP Alberto Undiano Mallenco |

| 5 de dezembro de 2018 | Valladolid            | 2 – 1     | Mallorca  | José Zorrilla, Valladolid                       |
| 21:30 CET             | Plano 49' · Verde 88' | Relatório | Abdón 48' | Público: 9 813 Árbitro: ESP Adrián Cordero Vega |

| 6 de dezembro de 2018 | Levante                  | 2 – 0     | Lugo | Ciutat de València, Valência                            |
| 12:00 CET             | Coke 80' · Dwamena 90+3' | Relatório |      | Público: 10 805 Árbitro: ESP Guillermo Cuadra Fernández |

| 6 de dezembro de 2018 | Real Madrid                                                          | 6 – 1     | Melilla          | Santiago Bernabéu, Madrid                          |
| 16:15 CET             | Asensio 33', 35' · Sánchez 39' · Isco 47', 83' · Vinícius Júnior 75' | Relatório | Qasmi 81' (pen.) | Público: 55 243 Árbitro: ESP Javier Alberola Rojas |

| 6 de dezembro de 2018 | Eibar                       | 2 – 2     | Sporting de Gijón         | Municipal de Ipurua, Eibar                              |
| 18:30 CET             | Cucurella 53' · Charles 87' | Relatório | Álvaro 13' · P. Pérez 39' | Público: 4 970 Árbitro: ESP José Luis González González |

| 6 de dezembro de 2018 | Huesca | 0 – 4     | Athletic Bilbao                             | El Alcoraz, Huesca                                  |
| 18:30 CET             |        | Relatório | Aritz Aduriz 37', 58' · Williams 80', 90+2' | Público: 5 561 Árbitro: ESP Carlos del Cerro Grande |

| 6 de dezembro de 2018 | Betis                                                               | 4 – 0     | Racing Santander | Benito Villamarín, Sevilha                            |
| 20:45 CET             | Barragán 32' · Sanabria 59' (pen.) · Sergio León 69' · Lo Celso 89' | Relatório |                  | Público: 34 732 Árbitro: ESP Xavier Estrada Fernández |

### Oitavas de final

#### Jogos de ida
| 8 de janeiro de 2019 | Sporting de Gijón           | 2 – 1     | Valencia    | El Molinón, Gijón                                    |
| 21:30 CET            | Noblejas 34' · Blackman 79' | Relatório | Gameiro 45' | Público: 9 870 Árbitro: ESP Alberto Undiano Mallenco |

| 9 de janeiro de 2019 | Girona     | 1 – 1     | Atlético de Madrid | Montlivi, Girona                                          |
| 19:30 CET            | Lozano 34' | Relatório | Griezmann 9'       | Público: 7 770 Árbitro: ESP Alejandro Hernández Hernández |

| 9 de janeiro de 2019 | Villarreal                  | 2 – 2     | Espanyol                  | Estádio de La Cerámica, Vila-real                      |
| 20:30 CET            | Toko Ekambi 85' · Bacca 89' | Relatório | Darder 15' · A. López 71' | Público: 12 207 Árbitro: ESP José Luis Munuera Montero |

| 9 de janeiro de 2019 | Getafe      | 1 – 0     | Valladolid | Coliseum Alfonso Pérez, Getafe                 |
| 20:30 CET            | Ángel 90+2' | Relatório |            | Público: 6 007 Árbitro: ESP Mario Melero López |

| 9 de janeiro de 2019 | Real Madrid                                          | 3 – 0     | Leganés | Santiago Bernabéu, Madrid                      |
| 21:30 CET            | Ramos 44' (pen.) · Vázquez 68' · Vinícius Júnior 77' | Relatório |         | Público: 44 231 Árbitro: ESP Jesús Gil Manzano |

| 10 de janeiro de 2019 | Athletic Bilbao | 1 – 3     | Sevilla                                      | San Mamés, Bilbau                                    |
| 19:30 CET             | San José 49'    | Relatório | Nolito 6' · André Silva 53' · Ben Yedder 77' | Público: 33 847 Árbitro: ESP Carlos del Cerro Grande |

| 10 de janeiro de 2019 | Betis | 0 – 0     | Real Sociedad | Benito Villamarín, Sevilha                        |
| 20:30 CET             |       | Relatório |               | Público: 26 273 Árbitro: ESP Santiago Jaime Latre |

| 10 de janeiro de 2019 | Levante                 | 2 – 1     | Barcelona           | Ciutat de València, Valência                              |
| 21:30 CET             | Cabaco 4' · Mayoral 18' | Relatório | Coutinho 85' (pen.) | Público: 17 614 Árbitro: ESP Ricardo de Burgos Bengoetxea |

#### Jogos de volta
| 15 de janeiro de 2019 | Valladolid | 1 – 1     | Getafe           | José Zorrilla, Valladolid                          |
| 19:30 CET             | Verde 50'  | Relatório | Ángel 29' (pen.) | Público: 11 183 Árbitro: ESP Javier Alberola Rojas |

| 15 de janeiro de 2019 | Valencia                   | 3 – 0     | Sporting de Gijón | Mestalla, Valência                                    |
| 21:30 CET             | Mina 65', 76' · Torres 90' | Relatório |                   | Público: 33 149 Árbitro: ESP Xavier Estrada Fernández |

| 16 de janeiro de 2019 | Atlético de Madrid                       | 3 – 3     | Girona                                | Wanda Metropolitano, Madrid                      |
| 19:30 CET             | Kalinić 12' · Correa 66' · Griezmann 84' | Relatório | Valery 37' · Stuani 59' · Doumbia 88' | Público: 45 221 Árbitro: ESP Antonio Mateu Lahoz |

| 16 de janeiro de 2019 | Sevilla | 0 – 1     | Athletic Bilbao | Ramón Sánchez Pizjuán, Sevilha                           |
| 20:30 CET             |         | Relatório | Guruzeta 77'    | Público: 26 456 Árbitro: ESP José Luis González González |

| 16 de janeiro de 2019 | Leganés         | 1 – 0     | Real Madrid | Municipal de Butarque, Leganés                    |
| 21:30 CET             | Braithwaite 30' | Relatório |             | Público: 9 437 Árbitro: ESP Juan Martínez Munuera |

| 17 de janeiro de 2019 | Real Sociedad             | 2 – 2     | Betis                   | Anoeta, San Sebastián                        |
| 19:30 CET             | Zubeldia 40' · Merino 62' | Relatório | Canales 37' · Loren 70' | Público: 21 090 Árbitro: ESP Prieto Iglesias |

| 17 de janeiro de 2019 | Espanyol                                     | 3 – 1     | Villarreal    | RCDE Stadium, Cornellà de Llobregat                 |
| 20:30 CET             | Piatti 34' (pen.) · Iglesias 37' (pen.), 74' | Relatório | Chukwueze 42' | Público: 11 171 Árbitro: ESP Pablo González Fuertes |

| 17 de janeiro de 2019 | Barcelona                    | 3 – 0     | Levante | Camp Nou, Barcelona                                      |
| 21:30 CET             | Dembélé 30', 31' · Messi 54' | Relatório |         | Público: 42 838 Árbitro: ESP José María Sánchez Martínez |

### Quartas de final

#### Jogos de ida
| 22 de janeiro de 2019 | Getafe     | 1 – 0     | Valencia | Coliseum Alfonso Pérez, Getafe                |
| 21:30 CET             | Molina 77' | Relatório |          | Público: 7 021 Árbitro: ESP Jesús Gil Manzano |

| 23 de janeiro de 2019 | Sevilla                      | 2 – 0     | Barcelona | Ramón Sánchez Pizjuán, Sevilha                       |
| 21:30 CET             | Sarabia 58' · Ben Yedder 76' | Relatório |           | Público: 38 403 Árbitro: ESP Carlos del Cerro Grande |

| 24 de janeiro de 2019 | Espanyol     | 1 – 1     | Betis        | RCDE Stadium, Cornellà de Llobregat              |
| 19:30 CET             | Iglesias 27' | Relatório | Sanabria 81' | Público: 13 381 Árbitro: ESP Antonio Mateu Lahoz |

| 24 de janeiro de 2019 | Real Madrid | 4 – 2     | Girona | Santiago Bernabéu, Madrid                             |
| 21:30 CET             |             | Relatório |        | Público: 50 865 Árbitro: ESP Alberto Undiano Mallenco |

#### Jogos de volta
| 29 de janeiro de 2019 | Valencia                  | 3 – 1     | Getafe    | Mestalla, Valência                                    |
| 21:30 CET             | Rodrigo 61', 90+2', 90+3' | Relatório | Molina 1' | Público: 34 140 Árbitro: ESP Xavier Estrada Fernández |

| 30 de janeiro de 2019 | Betis                               | 3 – 1 (pro.) | Espanyol      | Benito Villamarín, Sevilha                                |
| 19:30 CET             | Lo Celso 76' · León 95' · Mandi 99' | Relatório    | Baptistão 33' | Público: 40 028 Árbitro: ESP Ricardo de Burgos Bengoetxea |

| 30 de janeiro de 2019 | Barcelona                                                                       | 6 – 1     | Sevilla   | Camp Nou, Barcelona                                      |
| 21:30 CET             | Coutinho 13' (pen.), 53' · Rakitić 31' · Roberto 54' · Suárez 89' · Messi 90+2' | Relatório | Arana 67' | Público: 58 050 Árbitro: ESP José María Sánchez Martínez |

| 31 de janeiro de 2019 | Girona    | 1 – 3     | Real Madrid                     | Montilivi, Girona                                  |
| 21:30 CET             | Porro 71' | Relatório | Benzema 27', 43' · Llorente 76' | Público: 14 158 Árbitro: ESP Juan Martínez Munuera |

### Semifinais

#### Jogos de ida
| 6 de fevereiro de 2019 | Barcelona  | 1 – 1     | Real Madrid | Camp Nou, Barcelona                              |
| 21:00 CET              | Malcom 57' | Relatório | Vázquez 6'  | Público: 92 008 Árbitro: ESP Antonio Mateu Lahoz |

| 7 de fevereiro de 2019 | Betis                   | 2 – 2     | Valencia                      | Benito Villamarín, Sevilha                           |
| 21:00 CET              | Loren 45' · Joaquín 54' | Relatório | Cheryshev 70' · Gameiro 90+2' | Público: 57 123 Árbitro: ESP Carlos del Cerro Grande |

#### Jogos de volta
| 27 de fevereiro de 2019 | Real Madrid | 0 – 3     | Barcelona                           | Santiago Bernabéu                                        |
| 21:00 CET               |             | Relatório | Suárez 50', 73' (pen.) · Varane 69' | Público: 80 472 Árbitro: ESP José María Sánchez Martínez |

| 28 de fevereiro de 2019 | Valencia    | 1 – 0     | Betis | Mestalla, Valência                              |
| 21:00 CET               | Rodrigo 56' | Relatório |       | Público: 45 222 Árbitro: ESP José Luís González |

### Final
Artigo Principal: Final da Copa do Rei de 2018-19
| 25 de maio de 2019 | Barcelona | 1 – 2     | Valencia                  | Benito Villamarín, Sevilha            |
| 21:00              | Messi 73' | Relatório | Gameiro 21' · Rodrigo 33' | Árbitro: ESP Alberto Undiano Mallenco |

## Estatísticas
| Pos. | Jogador           | Equipe           | Gols |
| ---- | ----------------- | ---------------- | ---- |
| 1    | Ángel             | Getafe           | 5    |
| 1    | Karl Toko Ekambi  | Villarreal       | 5    |
| 3    | Aritz Aduriz      | Athletic Bilbao  | 4    |
| 3    | Karim Benzema     | Real Madrid      | 4    |
| 3    | Santi Mina        | Valencia         | 4    |
| 3    | Daniele Verde     | Valladolid       | 4    |
| 3    | Rodrigo           | Valencia         | 4    |
| 8    | Aridane Santana   | Cultural Leonesa | 3    |
| 8    | Marco Asensio     | Real Madrid      | 3    |
| 8    | Carlos Bacca      | Villarreal       | 3    |
| 8    | Philippe Coutinho | Barcelona        | 3    |
| 8    | Borja Iglesias    | Espanyol         | 3    |
| 8    | Sergio León       | Betis            | 3    |
| 8    | Sergio Ramos      | Real Madrid      | 3    |
| 8    | David Torres      | Ontinyent        | 3    |
| 8    | Luis Suárez       | Barcelona        | 3    |

| Pos. | Jogador          | Equipe           | Assists. |
| ---- | ---------------- | ---------------- | -------- |
| 1    | Vinícius Júnior  | Real Madrid      | 6        |
| 2    | Álvaro Odriozola | Real Madrid      | 4        |
| 2    | Kevin Gameiro    | Valencia         | 4        |
| 4    | Aleix García     | Girona           | 3        |
| 4    | Dani Raba        | Villarreal       | 3        |
| 4    | Hugo Rodríguez   | Cultural Leonesa | 3        |
| 4    | Ivan Rakitić     | Barcelona        | 3        |